# Modrásek pumpavový
Modrásek pumpavový (Aricia artaxerxes) je druh denního motýla z čeledi modráskovitých (Lycaenidae). Rozpětí křídel motýla je 24 až 30 mm. Samičky i samci mají křídla tmavohnědá s oranžově červenými skvrnami při okraji křídel, které jsou u samic více výrazné. Na předních křídlech u obou pohlaví je dobře patrná tmavá středová skvrna. Motýl je téměř neodlišitelný od příbuzného modráska tmavohnědého (Aricia agestis). Modrásek pumpavový bývá o něco větší a má méně vyvinuté, nebo skoro neznatelné příkrajní skvrny. Toto rozlišení však není spolehlivé, neboť i některé populace modráska tmavohnědého mají podobný vzhled. Bezpečně rozlišit oba druhy je možné pouze na základě analýzy DNA.

## Výskyt

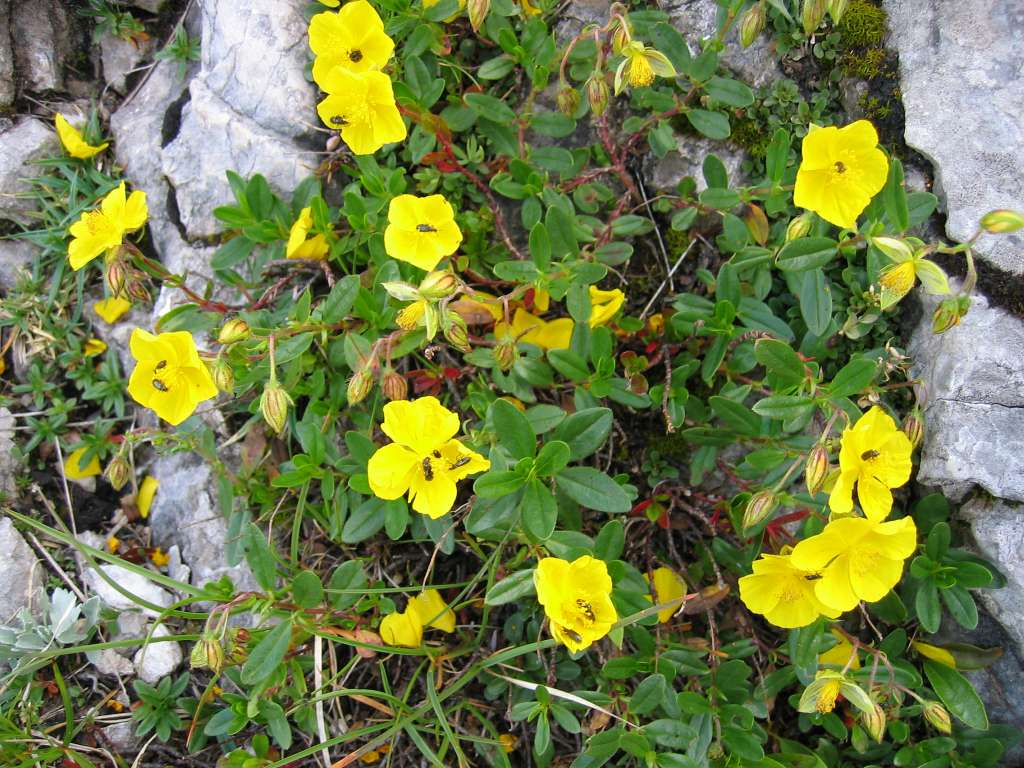
Živná rostlina

Motýl je rozšířený od severní Afriky přes Evropu (ostrůvkovitě) až k Altaji. Vzhledem ke špatnému rozlišení od modráska tmavohnědého se v České republice tento druh prokazatelně vyskytuje pouze v okolí Českého Krumlova a Rabí, kde žijí společně oba druhy. Zahlédnout ho lze na květnatých suchých stráních, pastvinách a ve vápencových lomech.

## Chování a vývoj
Živnou rostlinou modráska pumpavového je devaterník penízkovitý (Helianthemum nummularium). Samice klade vajíčka na svrchní stranu listů. Housenky, které jsou příležitostně myrmekofilní, zpočátku vytvářejí okénkovité požerky, později se živí celými listy. Stejně jako u modráska tmavohnědého mají i housenky modráska pumpavového zelenou barvu a karmínově červený hřbetní a spirakulární pruh. Motýl je jednogenerační (monovoltinní). Dospělce lze pozorovat od poloviny června do konce července. Přezimuje housenka na zemi v blízkosti živné rostliny.

## Ochrana a ohrožení
V České republice je tento druh kriticky ohrožen. Dosud jsou známy jen dvě málo početné populace na jihu a jihozápadě Čech. Motýla ohrožuje především zarůstání vhodných lokalit.